# Свербеев, Сергей Николаевич
Серге́й Никола́евич Свербеев (13 (25) апреля 1857, Москва — 4 апреля 1922, Берлин) — русский дипломат из рода Свербеевых. В 1912—1914 гг. последний императорский посол в Германии.

## Биография
Родился в Москве 13 (25) апреля 1857 года в семье надворного советника, состоявшего чиновником особых поручений при Якутском правлении, Николая Дмитриевича Свербеева (1829—1860) и его жены Зинаиды Сергеевны, урождённой княжны Трубецкой (1837—1924). Внук дипломата Дмитрия Свербеева, декабриста Сергея Трубецкого и Екатерины Лаваль-Трубецкой.
Окончил Московскую 1-ю гимназию (1876) и юридический факультет Московского университета со степенью кандидата прав (1880). По окончании университета поступил в Кавалергардский полк, где пробыл один год и в чине корнета вышел в запас, чтобы посвятить себя гражданской службе.
В начале служебной карьеры причислился к Министерству внутренних дел, где оставался до 1884 года, когда перешёл в ведомство Министерства иностранных дел. В 1885 году служил делопроизводителем II экспедиции канцелярии МИД, затем состоял при канцелярии МИД сверх штата. В 1888 году стал 3-м секретарём канцелярии МИД. В 1899 году был пожалован в придворное звание камергера. В 1891 году был отправлен в посольство в Константинополе, где с 1892 года состоял помощником секретаря. В 1894 году был назначен 2-м секретарём посольства в Вене, а в 1896 году — 1-м секретарём миссии в Мюнхене. С 1898 года был 1-м секретарём, а с 1904 года — советником посольства в Вене. В 1910 году был назначен чрезвычайным посланником и полномочным министром в Греции.
В 1912 году, после смерти графа Остен-Сакена, был назначен послом в Берлине. Состоял по совместительству почётным председателем православного Свято-Князь-Владимирского братства и поддерживал его планы сооружения в Берлине православного собора святого апостола Андрея Первозванного. На основании имевшихся в его распоряжении сведений предупреждал царское правительство о том, что Германия готовит войну против России. 6 мая 1914 года произведён в тайные советники. С началом Первой мировой войны был отозван из Берлина в Петроград.
После Октябрьской революции эмигрировал в Берлин, где стал одним из основателей и членом совета Союза владельцев недвижимости в России. 
Умер в Берлине 4 апреля 1922 года. Похоронен на русском православном кладбище Тегель.
Философ и литератор Сергей Трубецкой утверждал, что Свербеев, «как известно, не отличался ни особым умом, ни тонкой наблюдательностью».

## Награды
- Орден Святого Станислава 2-й ст. (1888);
- Орден Святой Анны 2-й ст. (1896);
- Орден Святого Владимира 4-й ст. (1901);
- Орден Святого Владимира 3-й ст. (1909);
- Орден Святого Станислава 1-й ст. (1912);
- Орден Святой Анны 1-й ст. (1913).
- медаль «В память царствования императора Александра III»
- медаль «В память 300-летия царствования дома Романовых»

Иностранные:
- турецкий Орден Меджидие 3-й ст. (1894);
- баварский Орден Заслуг Святого Михаила, командорский крест (1897);
- Орден Саксен-Эрнестинского дома командорский крест (1897);
- болгарский Орден «За гражданские заслуги» 2-й ст. со звездою (1898);
- австрийский Орден Железной короны 2-й ст. (1903);
- черногорский Орден Князя Даниила I 2-й ст. со звездою (1906);
- австрийский Орден Франца Иосифа, офицерский крест (1910);
- греческий Орден Спасителя 1-й ст. (1912);
- прусский Орден Красного орла, большой крест (1913).

## Семья
Был женат на Анне Васильевне Безобразовой (1865—1945), по отцу — внучке Г.М.Безобразова, по линии матери — внучке П.Д.Горчакова. Её племянники (сыновья сестры Александры) — поэт Василий Комаровский и Владимир Комаровский, иконописец, реставратор.
Их дети:
- Дмитрий (1889—1940), выпускник Пажеского корпуса. В эмиграции в Германии, похоронен на кладбище Тегель.
- Николай (1891—1914), участник Первой мировой войны, убит 18 октября 1914 года близ деревни Вызжойка; был похоронен в Москве[2].
- Владимир (1892—1951), выпускник Московского университета, участник Белого движения на Юге России. В эмиграции во Франции.
- Сергей (1897—1966), вольноопределяющийся лейб-гвардии Кирасирского Его Величества полка. В эмиграции во Франции, похоронен на кладбище Сент-Женевьев-де-Буа. Его жена — Мария Алексеевна Белёвская-Жуковская (1901—1996), дочь А.А.Белёвского-Жуковского.  Их дочь — Елизавета Сергеевна Свербеева (1923— 2020). Ей перешла фамильная реликвия — перстень, сделанный из кандалов ее прапрадеда С.П. Трубецкого[3].